# Conocephalus resinus
Conocephalus resinus är en insektsart som först beskrevs av Henri Saussure och Francois Jules Pictet de la Rive 1898.  Conocephalus resinus ingår i släktet Conocephalus och familjen vårtbitare. Inga underarter finns listade i Catalogue of Life.